# Julius Zacher
Ernst Julius August Zacher (Oborniki Śląskie, 5 febbraio 1816 – Halle, 23 marzo 1887) è stato un filologo e germanista tedesco.

## Biografia
Dal 1836 al 1839, studiò teologia e filologia presso l'Università di Breslavia, dove seguiva le lezioni sul linguaggio e sulla letteratura tedesca sotto il professore Hoffmann von Fallersleben. Servì come insegnante privato sotto l'impiego di Graf von und Wylich Lottum. In seguito, si recò a Berlino, dove studiò con Karl Lachmann e con i fratelli Grimm. Nel 1847 iniziò a lavorare presso la biblioteca universitaria di Halle e assunse compiti di segretario presso il Thüringisch-Sächsischen Vereins zur Erforschung der vaterländischen Alterthümer.
Nel 1853 conseguì il titolo di docente presso l'Università di Halle con la tesi, Desquistionis grammaticae de alphabetic gothici ulphilani origine atque indoles particular. Nel 1856 diventò professore associato, e tre anni dopo, si trasferì a Königsberg dove diviene presidente di filologia tedesca e capo bibliotecario. Nel 1863 riprese nuovamente il ruolo come professore ad Halle, facendo delle lezioni sulla grammatica tedesca, e mitologia.
Nel 1868, con Ernst Höpfner, fondò il giornale, Zeitschrift für deutsche Philologie. Invece, nel 1869 fondò Germanistische Handbibliothek.

## Opere principali
- Das Gothische Alphabet Vulfilas und das Runenalphabet : eine sprachwissenschaftliche Untersuchung, 1855
- Alexandri Magni iter ad paradisum / ex codd. mss latinis primus, 1859.
- Pseudocallisthenes; forschungen zur kritik und geschichte der ältesten aufzeichnung der Alexandersage, 1867.[4]